# Willemshoeve
De Willemshoeve is een langhuisboerderij aan de Jachthuislaan 19 in Soest.
In 1834 gaf de latere koning Willem II opdracht tot de bouw van de boerderij. In 1900 werd het voorhuis door brand verwoest en vervolgens herbouwd.
De herenkamer is nog bewaard gebleven, de opkamer en linkerkelder zijn in de jaren 1980 verbouwd tot keuken. Het overgebleven kelderdeel heeft een troggewelf tussen de balken.